# A Era Hiboriana
A Era Hiboriana (em inglês, The Hyborian Age) é um ensaio de Robert E. Howard sobre a "Era Hiboriana", o cenário fictício que usou na criação de suas histórias sobre Conan o Cimério, escritas na década de 1930 mas não publicadas durante a vida do autor. Seu objetivo era manter a consistência dentro de seu cenário fictício.

## O ensaio
O ensaio expõe detalhadamente os principais eventos da pré-história pseudo-histórica de Howard, tanto antes como depois da época das histórias de Conan. Ao descrever o fim cataclísmico da Era Thuriana, o período descrito em suas histórias de Kull, Howard liga as duas sequências de histórias em um universo compartilhado. Os nomes que ele dá a suas várias nações e povos da época emprestam liberalmente da história e mitos reais. O ensaio também define a herança racial e geográfica dessas entidades ficcionais, tornando-os progenitores das nações modernas. Por exemplo, Howard faz os Gaels, descendentes dos cimérios.

Além de seu uso como base para suas histórias de Kull e Conan, Howard utilizou sua pré-história inventada em contos com cenários posteriores. Por exemplo, "Kings of the Night" traz o rei Kull à frente na hora de lutar contra as legiões romanas, enquanto "The Haunter of the Ring", ambientado na era moderna, faz uso de um artefato hiboriano.

## Trabalhos relacionados
Um fragmento anônimo de Howard publicado por Glenn Lord apresenta dois ladrões de túmulos, Allison e Brill, que descobrem no deserto egípcio uma estrutura mais antiga e diferente de qualquer coisa que tenham encontrado antes. Brill propõe que a estrutura é estigiana e não egípcia, e começa a contar a história da Stygia em palavras quase idênticas às usadas na Era Hiboriana - mas não menciona os reinos hiborianos ao norte da Stygia. A fonte de Brill para a informação é o Unaussprechliche Kulte (também conhecido como Nameless Cults), uma obra fictícia da literatura arcana dos Mitos de Cthulhu , citada em outras histórias de Howard. Esta exposição histórica parece um rascunho anterior, que Howard estendeu mais tarde e deixou cair a história do quadro de ladrões de túmulos.

A história de Howard, "Men of the Shadows" inclui uma longa narrativa histórica, similar em estilo a "The Hyborian Age", mas muito diferente em detalhes.
O único romance de Howard de Conan, "The Hour of the Dragon", expande a história do mundo apresentada neste ensaio, introduzindo um novo império antigo chamado Acheron que havia governado os reinos hiborianos no passado.
Robert Yaple escreveu um ensaio semi-histórico intitulado "Acheron - A Revisionary Theory", deliberadamente emulando o estilo de The Hyborian Age, de Howard, traçando sistematicamente a história de Acheron e integrando-a dentro dos dados fornecidos no ensaio de Howard.
The Hyborian Agr também foi o nome de um fanzine publicado na década de 1930.

## Histórico de publicação
- The Phantagraph (publicação de fã) Fevereiro;– Novembro de 1936 (apenas a primeira parte do ensaio – até a época de Conman)
- The Hyborian Age (Los Angeles-New York Cooperative Publications, 1938)
- Skull-Face and Others (Arkham House, 1946)
- The Coming of Conan (Gnome Press, 1953, apenas a primeira parte do ensaio)
- Conan (Lancer Books, 1967, apenas a primeira parte do ensaio)
- Conan the Avenger (Lancer Books, 1968, apenas a segunda parte do ensaio)
- Skull-Face Omnibus (Neville-Spearman [Jersey] Ltd., 1974, publicado em 3 livros de bolso, Panther Books Ltd., 1976)
- Red Nails (G.P. Putnam's Sons, 1977, também publicado em formato de bolso, Berkley Books, 1977)
- The Conan Chronicles (Sphere Books, 1989, apenas a primeira parte do ensaio)
- The Conan Chronicles Volume 1: The People of the Black Circle (Millennium/Gollancz, agosto de 2000)
- Conan of Cimmeria: Volume One (1932-1933), Wandering Star Books, Londres, 2003, publicado nos Estados Unidos como  The Coming of Conan the Cimmerian, Nova York, Ballantine/Del Rey, Dezembro de 2003